# (264) Libussa
(264) Libussa ist ein Asteroid des mittleren Hauptgürtels, der am 22. Dezember 1886 vom deutsch-US-amerikanischen Astronomen Christian Heinrich Friedrich Peters am Litchfield Observatory in New York entdeckt wurde.
Der Asteroid wurde benannt nach der mythischen Libuše, die nach einer Legende die Stadt Prag gründete.

## Wissenschaftliche Auswertung
Aus Daten radiometrischer Beobachtungen in Infraroten am Kitt-Peak-Nationalobservatorium in Arizona vom September 1975 wurden für (264) Libussa erstmals Werte für den Durchmesser und die Albedo von 63 km und 0,13 bestimmt. Aus Ergebnissen der IRAS Minor Planet Survey (IMPS) wurden 1992 Angaben zu Durchmesser und Albedo für zahlreiche Asteroiden abgeleitet, darunter auch (264) Libussa, für die damals Werte von 50,5 km bzw. 0,30 erhalten wurden. Eine Auswertung von Beobachtungen durch das Projekt NEOWISE im nahen Infrarot führte 2011 zu vorläufigen Werten für den Durchmesser und die Albedo im sichtbaren Bereich von 70,9 km bzw. 0,15. Nach neuen Messungen mit NEOWISE wurden die Werte 2014 auf 63,0 km bzw. 0,19 korrigiert.
Photometrische Messungen des Asteroiden fanden erstmals statt am 29. Oktober 1989 an der Außenstelle El Leoncito des Felix-Aguilar-Observatoriums in Argentinien. Die über einen Zeitraum von knapp 6 Stunden aufgezeichnete Lichtkurve zeigte aber nur einen Teil einer Periodizität. Es konnte daher nur auf eine Rotationsperiode von mindestens 8 h geschlossen werden. Weitere Beobachtungen erfolgten vom 18. bis 27. Dezember 1994 mit der Automated Telescope Facility der University of Iowa. Hier wurde eine Rotationsperiode von 7,06 h abgeleitet.
Neue Messungen vom 11. Februar bis 18. März 2005 am Blackberry Observatory in Louisiana bedingten aber eine deutliche Korrektur dieses Wertes. Die während drei Nächten aufgezeichneten Daten passten gleichermaßen zu Rotationsperioden von 9,238 oder 18,476 h. Der kürzere Wert wurde als wahrscheinlicher angesehen, aber es wurden weitere Beobachtungen als notwendig erachtet, um die Unsicherheit zu klären. Dies gelang bei Beobachtungen vom 15. Oktober bis 29. Dezember 2008 am Organ Mesa Observatory in New Mexico. Hier wurde eine verbesserte Rotationsperiode von 9,2276 h bestimmt.
Eine Auswertung von archivierten Lichtkurven des United States Naval Observatory, der Catalina Sky Survey und der Siding Spring Survey ermöglichte 2011 erstmals die Berechnung eines dreidimensionalen Gestaltmodells für zwei alternative Positionen der Rotationsachse nahe zur Ebene der Ekliptik gelegen, davon eine mit retrograder und eine mit prograder Rotation sowie einer Periode von 9,22794 h. Im Jahr 2021 wurde aus archivierten Daten und photometrischen Messungen von Gaia DR2 erneut eine Rotationsachse nahe zur Ebene der Ekliptik mit retrograder Rotation berechnet. Die Rotationsperiode wurde dabei zu 9,22798 h bestimmt.
Aus archivierten Daten des Asteroid Terrestrial-impact Last Alert System (ATLAS) aus dem Zeitraum 2015 bis 2018 konnte in einer Untersuchung von 2022 mit der Methode der konvexen Inversion eine Rotationsperiode von 9,227 h bestimmt werden.